# 徐自明
徐自明（?—?），字诚甫，号慥堂，温州永嘉（今浙江温州）人。
徐文铨之子。淳熙五年（1178年）进士，初任富阳主簿。嘉定三年（1210年），监都进奏院，不久升承议郎兼国子博士。嘉定十年（1217年）十二月知永州（今湖南零陵）。十三年（1220年）離任。编成《宋宰辅编年录》20卷。